# 艾瑞克·修普勒
艾瑞克·修普勒（1927年—2006年7月7日），是美國心理學家，任教於北卡羅來納大學，他也是治療自閉症的國際先驅。
他出生於德國巴伐利亞的福斯，希特勒上台以後，他家移居美國的羅徹斯特。

## 著作
- 自閉症者家長實戰手冊: 危機處理指南(Eric Schopler編; 楊宗仁, 張雯婷, 江家榮合譯;ISBN 978-957-702-602-6)